# Necla Kelek

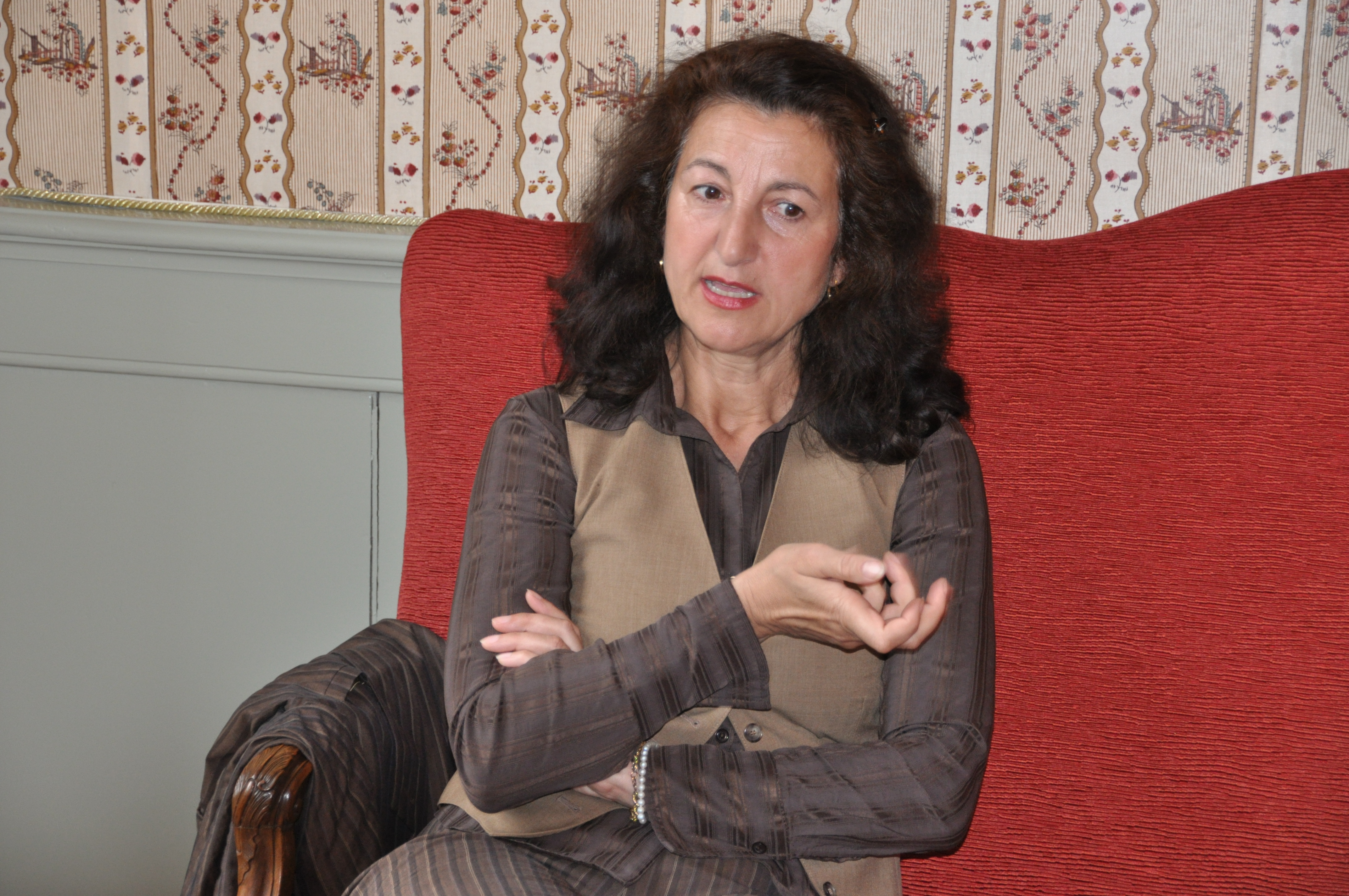
Necla Kelek (2010)

Necla Kelek [ˈnɛdʒla ˈkɛlɛk] (* 31. Dezember 1957 in Istanbul, Türkei) ist eine deutsche Soziologin und Publizistin. Mit ihren publizistischen Beiträgen und ihren Büchern Die fremde Braut, Die verlorenen Söhne, Bittersüße Heimat und Himmelsreise lieferte sie maßgebliche Beiträge zur kontroversen Debatte um Integration und den Islam in Deutschland. Sie engagiert sich auch im Vorstand der Frauenrechtsorganisation Terre des Femmes.

## Familie
Necla Kelek wuchs mit zwei Brüdern und einer Schwester in Kadıköy auf, einem Viertel auf der asiatischen Seite von Istanbul. Sie hat tscherkessische Vorfahren. Zu dieser Zeit galt die von Kemal Atatürk eingeführte Trennung von Staat und Religion sowie die Gleichberechtigung von Mann und Frau. Weder der Staat noch die Gesellschaft in Istanbul legten Wert auf eine religiöse islamische Lebensführung. Keleks Familie lebte fernab von religiösen Normen und Vorschriften.
Ihre Familiengeschichte schildert Kelek in dem Buch Die fremde Braut. Ihre Familie, die in Istanbul einen westlich-säkularen Lebensstil pflegte, gehörte in der Türkei zur türkisch-tscherkessischen Minderheit. Ihre Kindheit beschreibt sie als unbeschwert, in der Schule habe sie zu den Klassenbesten gehört. 1964 ging der Vater für ein Jahr nach Wien, um dort zu arbeiten, danach nach Deutschland. 1966 holte er seine Familie nach. Der Vater hatte zunehmend Schwierigkeiten mit dem Freiheitswillen seiner Kinder, besonders seiner Töchter, und verließ 1973 letztlich die Familie.
Seit 1994 besitzt Kelek die deutsche Staatsbürgerschaft. Sie lebt, nach Jahren des Lebensmittelpunktes in Berlin, nunmehr mit ihrem Lebenspartner in Hamburg, wo auch ihr erwachsener Sohn studiert.

## Wissenschaftliche Laufbahn und Tätigkeiten
Kelek absolvierte zunächst eine Ausbildung als technische Zeichnerin. Auf dem zweiten Bildungsweg erlangte sie die Hochschulreife und nahm zunächst ab 1979 ein Studium der Volkswirtschaft an der Hamburger Universität für Wirtschaft und Politik auf, um danach ab 1984 Sozialwissenschaften an der Universität Hamburg zu studieren. 2001 wurde sie an der Ernst-Moritz-Arndt-Universität Greifswald sowie an der Universität Hamburg mit einer Untersuchung über Islamische Religiosität und ihre Bedeutung in der Lebenswelt von Schülerinnen und Schülern türkischer Herkunft zum Dr. phil. promoviert. Von 1999 bis 2004 war sie Lehrbeauftragte für Migrationssoziologie an der Evangelischen Hochschule für Soziale Arbeit & Diakonie in Hamburg. Sie arbeitet, neben ihrer Tätigkeit als Buchautorin, als freie Publizistin unter anderem für Die Welt und EMMA sowie als Gastautorin für die Mainzer Allgemeine Zeitung, die Speakers Corner der Funke Mediengruppe, die Neue Zürcher Zeitung, die Achse des Guten und weitere Medienhäuser.
Sie beriet die Hamburger Justizbehörde zu Fragen der Behandlung türkisch-muslimischer Gefangener und die baden-württembergische Landesregierung zum Thema türkische Sitten und Gebräuche sowie bei ihrer Gesetzesinitiative, Zwangsheirat als eigenständigen Straftatbestand zu formulieren statt als besonders schweren Fall der Nötigung. Von 2005 bis 2009 war sie Mitglied der von der Bundesregierung berufenen jährlichen Islam-Konferenz. Bis 16. Mai 2007 gehörte sie dem wissenschaftlichen Beirat der Giordano-Bruno-Stiftung an. Sie ist seit 2009 Mitglied im Senat der Deutschen Nationalstiftung.
Seit 2009 ist Kelek Kuratoriumsmitglied der „Hildegard-von-Bingen-Preis“-Stiftung.
2012 wurde sie aktives Mitglied bei Terre des Femmes (TdF) und arbeitet hier seit 2014 mit im Vorstand. Seit 2012 betreut sie ein Kooperationsprojekt des Vereins im Südosten der Türkei, das sich gegen Gewalt im Namen der Ehre und gegen Zwangsheirat richtet.
Necla Kelek ist seit Januar 2020 die erste Vorsitzende des „Vereins Säkularer Islam Hamburg e. V.“ (VSI HH e. V.).

## Buchveröffentlichungen und Rezeption

### Die fremde Braut
In ihrem Sachbuch Die fremde Braut (2005) schilderte Kelek eigene Erfahrungen, recherchierte Lebensgeschichten türkischer Frauen und verglich diese mit Resultaten wissenschaftlicher Untersuchungen. Ihr Resümee war, dass türkische Tradition und islamische Religiosität ein Hindernis für Integration sein können. Ihrem Buch zufolge werden viele in Deutschland geborene Jugendliche in der Ablösungsphase von ihren Eltern mit einer Braut oder einem Bräutigam im Herkunftsort in der Türkei verheiratet und diese dann nach Deutschland geholt. So werde die Integration in Deutschland bewusst erschwert. Dies macht Kelek am Beispiel der „Import-Braut“ (türkisch: ithal gelin) fest, der aus der Türkei geholten, für eine arrangierte Ehe nach Deutschland migrierten Frau, die dort keinerlei Voraussetzung für eine Einbindung in die deutsche Gesellschaft besitze. Zur Beschreibung dieses Sachverhalts wertete sie Interviews mit betroffenen Frauen aus, die ihr ihre Lebensgeschichten erzählten.
Das Buch wurde zu einem Bestseller und im Allgemeinen auch von der Kritik gelobt. Die Emotionalität des Buches wurde von vielen Rezensenten als Stärke empfunden. Gleichzeitig monierte man jedoch pauschalisierende Urteile über die gesamte Bevölkerungsgruppe der türkischen Muslime. Nach Ansicht des Journalisten Patrick Bahners kann die fehlende Differenzierung leicht den Eindruck „einer gefährlichen Masse im Bann eines archaischen Gruppendenkens“ suggerieren. Ein Beispiel für eine Rezension, die Lob und Kritik in dieser Weise mischt, ist die von Alexandra Senfft in der FAZ vom 31. Mai 2005.
Für Die fremde Braut erhielt Kelek den renommierten Geschwister-Scholl-Preis. Die Laudatio hielt Heribert Prantl. Patrick Bahners zufolge habe Prantl Kelek „eine rhetorische Strategie der Übertreibung“ zugutegehalten. Sie habe sich zum Organ ihrer Mutter und aller türkischen Frauen gemacht, deren Schreie überhört worden seien. Um die Öffentlichkeit aufzurütteln, habe sie mit Verallgemeinerungen argumentiert. Prantl sah die Preiswürdigkeit des Buches in der Einheit von Leben und Werk: Sie habe mit dem Islam abgerechnet, wie sie ihn erlebt und erlitten habe.

### Die verlorenen Söhne
In ihrer Publikation Die verlorenen Söhne (2006) thematisierte Kelek den Einfluss des Islam auf die Kleinfamilie. Das Buch basiert auf einem Forschungsprojekt Keleks zum Thema Parallelgesellschaft an der Evangelischen Fachhochschule für Sozialpädagogik in Hamburg. Auch hier fügte Kelek biografische Details, Beobachtungen, Gespräche mit türkischen Rentnern und die nichtrepräsentativen Ergebnisse aus Interviews mit türkischen Inhaftierten zusammen.

## Positionen
Kelek bekennt sich ausdrücklich nicht zum Islam als Religion und lehnt die Bezeichnung Muslima für sich ab. Sie sieht den Islam „als Kulturkreis“, zu dem sie gehöre, und sich selbst in erster Linie als deutsche Staatsbürgerin. Nicht der gegenwärtige, in seiner Ausprägung auf das 11. Jahrhundert zurückgehende, „rigide und reaktionäre“ Islam gehöre zu Deutschland, wohl aber die hier lebenden Muslime. Nur in Europa sei eine Entwicklung des Islams und ein historisierender Umgang mit dem Koran möglich.
Keleks Hauptthema ist „die islamisch geprägte Parallelgesellschaft in Deutschland“. Sie lehnt eine Duldung einer nichtemanzipatorischen Erziehung von Mädchen, aber auch von Jungen, in traditionalistischen muslimischen Familien als „falsch verstandene Toleranz“ ab.
Kelek gibt häufig Interviews und nimmt politisch Stellung, oft in zugespitzter Form. So plädierte sie etwa in der taz vom 16. Januar 2006 für den umstrittenen Einbürgerungstest der baden-württembergischen Landesregierung, den sie als „Pascha-Test“ bezeichnete. Zu der 2004 von Familienministerin Renate Schmidt vorgelegten Studie über Gewalt gegen Frauen in Deutschland äußerte sie: „Nach Untersuchungen des Bundesfamilienministeriums wird mindestens jede zweite türkische Frau auf die geschilderte Weise verheiratet. Es handelt sich also in jedem Jahr um mehrere tausend Fälle.“  Die Studie deckt Keleks zahlenmäßige Schätzung allerdings nicht.
Kelek stellte sich hinter die Bedenken Ralph Giordanos gegen den Bau der Zentralmoschee in Köln-Ehrenfeld. Sie führte u. a. aus, dass in vielen Moscheen in Deutschland ein Islam praktiziert werde, der sich als ein Hindernis für die Integration erweise. Diese Moscheen seien Keimzellen einer Gegengesellschaft. Dort werde das Weltbild einer anderen Gesellschaft gelehrt und ein Leben im Sinne der Scharia praktiziert. Schon Kinder lernten dort die Abgrenzung von der deutschen Gesellschaft.
Kelek erklärte 2010 in einem Interview, dass der Islam ein Menschenbild konstruiere, das den Menschen und insbesondere den Männern die Fähigkeit abspreche, ihre Sexualität und eine betonte Triebhaftigkeit zu kontrollieren. Dieses Menschenbild sei Folge einer entsprechenden Erziehung. Die Islamwissenschaftlerin Lamya Kaddor warf Kelek vor, mit ihren zugespitzten Äußerungen zu dem Thema „den Boden einer seriösen, geschweige denn wissenschaftlich fundierten Islamkritik längst verlassen“ zu haben. Kelek unterstelle muslimischen Männern „pauschal einen ‚Hang‘, eine ‚Neigung‘ zur Sodomie“. Das von Kaddor ebendort angeführte Zitat Keleks erwies sich allerdings als nicht wortgenau. Da Kaddor ihre Vorwürfe trotz mehrfacher Aufforderung Keleks nicht zurücknahm, erhob diese im Mai 2018 hiergegen Unterlassungsklage. Im Dezember 2018 verurteilte das Landgericht Berlin Kaddor zur Unterlassung der Vorwürfe gegenüber Kelek. In der Verhandlung sagte der Richter, die Äußerungen Keleks seien einfach zu verstehen und beziehen sich keineswegs pauschal auf muslimische Männer.
In der Auseinandersetzung mit islamischen Fundamentalisten fordert Kelek einen „historisch-kritischen Umgang mit den überlieferten Schriften“, da andernfalls die „friedliebenden Muslime … den Fundamentalisten so lange argumentativ hilflos gegenüberstehen, solange sie nicht bereit sind, auch den Koran als historischen und zu hinterfragenden Text und den Zweifel als legitim zu betrachten“. Ergänzend sagt sie zum Islamismus: „Denn so, wie die Nazis zu Deutschland gehörten, gehören die Terroristen zur Umma, ist der Islamismus Teil des Islam. Damit müssten wir Muslime uns dringend auseinandersetzen.“
Kelek beschäftigte sich bereits mit der Beschneidung von Jungen in Die verlorenen Söhne und lehnt diese ab. Seit November 2017 tritt sie daher als „Botschafterin“ des Vereins intaktiv e.V. auf.
Necla Kelek gehört zu den Erstunterzeichnern des Gründungsdokuments der u. a. von Seyran Ateş, Cem Özdemir, Hamed Abdel-Samad und Ahmed Mansour Ende 2018 ins Leben gerufenen „Initiative säkularer Islam“, mit der einem „zeitgemäßen Islamverständnis“ Gehör verschafft werden soll.

## Petition „Gerechtigkeit für die Muslime!“
Kurz vor der Herausgabe von Keleks familiensoziologischer Studie Mitte März 2006 veröffentlichte die Wochenzeitung Die Zeit am 2. Februar 2006 einen als Petition bezeichneten offenen Brief zur Integrationspolitik in Deutschland, der von 60 Wissenschaftlern aus dem sozialwissenschaftlichen Fachbereich im Allgemeinen und der Migrationsforschung im Besonderen unterschrieben worden war; Verfasser waren die Bremer Professorin für interkulturelle Bildung Yasemin Karakaşoğlu und der Kölner Psychologe und Journalist Mark Terkessidis.

### Kritik an Kelek
Der offene Brief richtete sich unter anderem gegen die prominente Stellung Keleks im offiziellen politischen Diskurs und warf ihr vor, mittlerweile unwissenschaftlich zu arbeiten. Während Kelek in ihrer Dissertation noch seriös geforscht habe, verallgemeinere sie nun – entgegen ihren damaligen Forschungsergebnissen – in ihrem Buch und ihren Zeitungsbeiträgen Einzelfälle zu exemplarischen Gattungsmerkmalen der muslimischen Migranten. Man bestreite keineswegs die Existenz von Zwangsheiraten und „Ehrenmorden“, doch seien arrangierte Heiraten (die von Zwangsheiraten zu unterscheiden seien) unter anderem auch auf die Entstehung von Heiratsmärkten zwischen Herkunftsland und Migrationsziel zurückzuführen, die wiederum „Ergebnis der Abschottungspolitik Europas“ seien; sie seien also oft durch den Wunsch nach legaler Einwanderung motiviert. Dies könne nicht gesehen werden, wenn man – wie etwa Kelek – generell den Phänomenen ein Deutungsmuster der pauschalen Gegenüberstellung von „dem Islam“ und „der westlichen Zivilisation“ überstülpe.

### Erwiderung Keleks
Kelek erhielt in derselben Ausgabe der Zeitung die Möglichkeit zu einer Replik, die auch von der taz abgedruckt wurde. Dabei warf sie ihrerseits den Unterzeichnern der Petition vor, unwissenschaftlich zu argumentieren. Ungeachtet der realen Zustände verträten diese die Illusion der geglückten Integration muslimischer Migranten. Trotz täglich dieser Ansicht widersprechender Ereignisse versuchten die Vertreter der akademischen Mehrheitsmeinung lieber die Überbringerin der schlechten Nachricht zu kritisieren als ihre eigenen Ansichten und ihr „ideologisches Konzept des Multikulturalismus“. Sie spitzte ihre Erwiderung zu, indem sie den „Kritiker[n] aus der gut ausgestatteten Welt der öffentlich finanzierten Migrationsforschung“ vorwarf, „seit 30 Jahren für das Scheitern der Integrationspolitik verantwortlich“ zu sein. Der wahre Zweck ihrer Einrede sei die „Angst um ihre Forschungsmittel“.

### Medienreaktionen
In den Tageszeitungen FAZ und Die Welt erschienen redaktionelle Artikel, die deutlich für Keleks Positionen Partei nahmen. Die taz räumte nacheinander einer scharfen Kritikerin von Kelek und Kelek selbst Platz ein. Danach kamen in der taz nur noch ablehnende Beiträge zu Wort. Auch in der Frankfurter Rundschau erschienen unterschiedliche Stellungnahmen, darunter ein Kelek in weiten Teilen unterstützender Gastbeitrag von Rahel Volz von Terre des Femmes sowie ein Text von Mark Terkessidis, der als Mitautor der „Petition“ diese verteidigte. Die NZZ vom 11. Februar 2006 äußerte sich eher kritisch gegen beide Seiten. Die FAZ vom 9. Februar 2006 bemängelte, dass in der „Petition von 60 Migrationsforschern“ nur ein Fünftel der Sozialwissenschaftler auf dem Gebiet der Migrationsforschung über Türken tätig gewesen war.
Unterstützung erhielten Necla Kelek und Seyran Ateş von Hartmut Krauss, einem Osnabrücker Redakteur und Initiator des Arbeitskreises Kritischer Marxistinnen und Marxisten, dessen „Gegenaufruf“ mit dem Titel „Gerechtigkeit für demokratische Islamkritikerinnen“ von 53 Personen (u. a. Journalisten, Wissenschaftlern, Ingenieuren, Autoren und Menschenrechtsaktivisten, letztere vorwiegend aus Irak und Iran) unterzeichnet wurde. Darin heißt es, Ehrenmorde, Zwangsheiraten und eine patriarchalische Grundorientierung seien ebenso wie antijüdische Verschwörungsideologien und mangelnder Respekt gegenüber einer säkular-demokratischen Gesellschaftsordnung „ernstzunehmende und nicht marginale Phänomene innerhalb der islamisch geprägten Kulturgemeinschaft“. Deshalb verbiete sich eine „undifferenzierte Generalamnestie für alle Muslime“. Kritisiert wird an der Haltung der „Migrationswissenschaftler“ vor allem, dass negative Erscheinungen bei Migranten immer aus dem „Rassismus der Aufnahmegesellschaft“ abgeleitet werden, das antiemanzipatorische Potenzial des Islams hingegen außer Acht bleibe. Solange dieses aber tabuisiert werde, sei es „um die Herausbildung eines angemessenen Integrationsdiskurses schlecht bestellt“.
Alice Schwarzer nahm Necla Kelek in einem Artikel in der FAZ vom 11. Februar 2006, der in Emma nachgedruckt wurde, gegen die Kritik in Schutz; sie habe mutig das Schweigen über ein gesellschaftliches Tabu gebrochen. Diese Stellungnahme verband Schwarzer mit heftiger persönlicher Kritik an den Autoren des offenen Briefs: Yasemin Karakaşoğlu sei „sehr, sehr eng mit der islamistischen Szene in Deutschland verbandelt“; Mark Terkessidis sei bloß ein Selbstdarsteller und habe „wenig mit dem Begreifen der Welt zu tun“.
Der Migrationsforscher Werner Schiffauer teilte die inhaltlichen Aussagen des offenen Briefes, hatte ihn aber nicht unterschrieben, weil seiner Meinung nach statt Kelek die deutsche Öffentlichkeit Adressat der Kritik sein sollte: „Nicht Necla Kelek sollte man angreifen, sondern die deutsche Öffentlichkeit, die nur auf so jemanden wie Kelek gewartet hat, der all das bestätigt, was sie schon immer über Muslime gedacht haben.“ Positiv rechnete er Kelek an, dass sie das bisher vernachlässigte Thema der Familienbeziehungen in Migrantenfamilien aufgeworfen habe.

## Gerichtsverfahren
Nachdem Kelek 2017 in einem Radiointerview mit dem Deutschlandfunk u. a. erklärt hatte, der islamischen Ahmadiyya-Gemeinschaft den Status einer Körperschaft des öffentlichen Rechts zu gewähren, sei eine „Fehlentscheidung“, die Gemeinde agiere „wie eine Sekte“, sie nutze ihren Status, um „eine politische Agenda“ durchzusetzen, und sei in ihrer religiösen Praxis „nicht transparent“, erhob die Ahmadiyya-Gemeinde Klage gegen Kelek. In zweiter Instanz verurteilte das Oberlandesgericht Frankfurt Kelek am 6. Februar 2020 (Az. 16 U 50/19) zur Unterlassung der Aussagen, die Moscheen der Religionsgemeinschaft Ahmadiyya seien „Orte der Männer“, und die Religionsgemeinschaft nutze ihren Status, um ihre politische Agenda durchzusetzen. Bei diesen Aussagen handele es sich um Meinungsäußerungen „mit Tatsachenkern“, die aber nicht belegt worden seien. Damit revidierte das OLG Frankfurt ein früheres Urteil im Rechtsstreit zwischen Kelek und der islamischen Gemeinschaft. Nach dem Urteil des OLG darf aber Kelek weiterhin behaupten, Ahmadiyya sei eine „islamische Sekte“, die Religionsgemeinschaft wolle den Islam „wortwörtlich umgesetzt sehen“, und sie setze sich nicht ausreichend mit „Gewaltstellen im Koran“ auseinander. Diese Aussagen betrachtete das OLG nicht als Tatsachenbehauptungen, sondern als zulässige Meinungsäußerungen. Zulässig sei auch die Äußerung, bei ihr könne nicht jeder ein- oder austreten. Mit Beschluss vom 7. Oktober 2020 (Az. VI ZR 301/20) hat der Bundesgerichtshof eine Beschwerde der Ahmadiyya-Gemeinschaft gegen die Nichtzulassung der Revision gegen das Urteil des OLG Frankfurt zurückgewiesen. Damit ist dessen Entscheidung rechtskräftig.

## Kritik
Laut der Psychologin Birgit Rommelspacher, emeritierte Professorin an der Alice-Salomon-Hochschule Berlin, reichere Necla Kelek in Die verlorenen Söhne mit ihrer Aussage, dass der Koran wie das Alte Testament im Unterschied zum Neuen Testament „nur Geschichten von Blut und Gewalt“ erzählten, „en passant ihre antiislamischen Ausführungen noch mit antisemitischen Klischees“ an. Die Behauptung, Muslime wollten sich nicht integrieren, beschreibt Rommelspacher als „falsch“. Dass Muslime sich abschotten, widerspreche vielmehr wissenschaftlichen Untersuchungen.
2011 bezeichnete Kelek den Rechtswissenschaftler Mathias Rohe, Professor an der Friedrich-Alexander-Universität Erlangen-Nürnberg, als „rechtspolitischen Mentor“ des Zentralrats der Muslime und der Milli Görüs. Er versuche, über die „Hintertür des Methodenstreits“ islamische Rechtsauffassungen in das deutsche Recht zu implantieren. Daraufhin bezeichnete in einer Replik Mathias Rohe Kelek als „Hofnärrin am Hofe der Islamhasser“. Laut Rohe preise Kelek „die brutal betriebene Zwangsassimilation der Polen im Kaiserreich“ als gelungene Integration an. Er wirft Kelek Unredlichkeit und Faktenresistenz vor. Sie und ihr „ideologisches Umfeld betreiben nichts anderes als Rechtskulturrelativismus“.

## Auszeichnungen
- 2005 Geschwister-Scholl-Preis[60]
- 2006 Mercator-Professur der Universität Duisburg-Essen[61]
- 2006 Corine-Sachbuchpreis für Die verlorenen Söhne. Plädoyer für die Befreiung des türkisch-muslimischen Mannes
- 2008 Preis Frauen Europas – Deutschland des Netzwerks Europäische Bewegung Deutschland[62]
- 2009 Hildegard-von-Bingen-Preis für Publizistik
- 2010 Freiheitspreis der Friedrich-Naumann-Stiftung für die Freiheit[63][64][65]

## Publikationen
Bücher
- 2019: Die unheilige Familie. Wie die islamische Tradition Frauen und Kinder entrechtet, Droemer, München, ISBN 978-3-426-27812-3.
- 2012: Hurriya heißt Freiheit: Die arabische Revolte und die Frauen – eine Reise durch Ägypten, Tunesien und Marokko, Kiepenheuer&Witsch, Köln, ISBN 978-3-462-04484-3
- 2012: Chaos der Kulturen: Die Debatte um Islam und Integration, Kiepenheuer & Witsch, Köln, ISBN 978-3-462-04428-7.[66]
- 2010: Himmelsreise. Mein Streit mit den Wächtern des Islam, Kiepenheuer & Witsch, Köln, ISBN 978-3-462-04197-2.
- 2008: Bittersüße Heimat. Bericht aus dem Inneren der Türkei, Kiepenheuer & Witsch, Köln, ISBN 978-3-462-04042-5.
- 2006: Die verlorenen Söhne. Plädoyer für die Befreiung des türkisch-muslimischen Mannes, Kiepenheuer & Witsch, Köln, ISBN 3-462-03686-6.[67]
- 2005: Die fremde Braut. Ein Bericht aus dem Inneren des türkischen Lebens in Deutschland, Kiepenheuer & Witsch, Köln, ISBN 3-462-03469-3.[68][69][70]
- 2002: Islam im Alltag. Islamische Religiosität und ihre Bedeutung in der Lebenswelt von Schülerinnen und Schülern türkischer Herkunft, Waxmann, Münster, ISBN 3-8309-1169-6 (zugleich Dissertation an der Universität Hamburg 2001).

Buchbeiträge
- 2016: Der Schock – die Silvesternacht in Köln: Mit Beiträgen von Kamel Daoud, Necla Kelek, Bassam Tibi u. a. Hrsg.: Alice Schwarzer. Kiepenheuer & Witsch, Köln, ISBN 978-3462049992.
- 2011: Eine Reise in die ferne Heimat, in: Die große Verschleierung – Für Integration, gegen Islamismus. Hrsg.: Alice Schwarzer. Kiepenheuer & Witsch, Köln, ISBN 978-3462042634.
- 2011: The Freedom that I Mean... or The Heart – or Wurst – of the Matter. In: Caroline Y. Robertson-von Trotha (Hrsg.): Europe: Insights from the Outside (= Kulturwissenschaft interdisziplinär/Interdisciplinary Studies on Culture and Society, Bd. 5). Nomos Verlag, Baden-Baden, ISBN 978-3-8329-5583-0.
- 2010: Über die Freiheit im Islam (= Vontobel-Schriftenreihe. Nr. 1950). Zürich.[71]
- 2007: Türkische Karriere. Allein unter Männern. In Anatolien. In: Ulrike Ackermann (Hrsg.): Welche Freiheit. Plädoyers für eine offene Gesellschaft. Matthes & Seitz, Berlin, ISBN 978-3-88221-885-5.[72]
- 2007: Die Stereotype des Mr. Buruma. In: Thierry Chervel, Anja Seeliger (Hrsg.): Islam in Europa. Eine internationale Debatte. Suhrkamp, Frankfurt am Main, ISBN 978-3-518-12531-1, S. 110–116 (edition suhrkamp 2531, Dokumentation einer Debatte, die zuvor im selben Jahr in den Internetplattformen Perlentaucher und Signandsight geführt wurde)

Artikel
- Die falsche Spur. In: taz. 21. Januar 2008
- Freiheit, die ich meine. In: FAZ. 15. Dezember 2007
- Das Minarett ist ein Herrschaftssymbol. In: FAZ. 5. Juni 2007
- Beitrag zum Integrationsstreit zwischen Ian Buruma und Pascal Bruckner. In: Perlentaucher. 5. Februar 2007
- Heimat, ja bitte! In: Die Zeit. Nr. 11/2006 (Auszug aus dem Schlusskapitel von „Die verlorenen Söhne“)
- Dankesrede für Geschwister-Scholl-Preis In: taz. 15. November 2005 (Ausschnitt)
- Anwälte einer Inszenierung. In: Zeit Online. 17. September 2005 (Bericht über den Sürücü-Prozess)
- Erziehungsauftrag und Integration: Eine Auseinandersetzung mit Integrationshemmnissen. In: Deutsche Jugend. Vol. 55, No. 2/2007, S. 53–59.
- Islamkonferenz – Sie wollen ein anderes Deutschland. In: FAZ. 14. März 2008
- Muslime missbrauchen Rassismusbegriff – Der menschliche Makel. In: taz. 15. März 2009
- Die Muslime und der Holocaust: Die Unfähigkeit zu trauern plagt auch die Einwanderer aus der Türkei. In: Die Welt. 21. November 2009
- Wohin steuert die Türkei? Schlüsselland zwischen Okzident und Orient. In: NZZ Podium. 2. April 2009 (PDF; 50 kB)
- Die deutschen Türken sollen sich mit dieser Republik identifizieren. In: Focus. 11. März 2013
- Von Freiheit überfordert. In: Chrismon. Februar, 02/2015, S. 24–25
- Der Islam: Gewalt oder Reform. In: NZZ. 17. November 2015

## Filmografie
- 2008: Falsche Toleranz? – Herrischer Islam, weicher Westen. SF 1, „Sternstunde Philosophie“: Fernsehdiskussion mit Necla Kelek, Laufzeit: 1 h, Erstausstrahlung: 8. April 2008[73]
- 2006: Islam – zwischen Fundamentalismus und Reform. SWR, „Literatur im Foyer“ von Thea Dorn, Fernsehdiskussion mit Necla Kelek, Nahed Selim und Ralph Ghadban, 58 min, Erstausstrahlung: 7. April 2006
- 2005: Verschleierte Unterdrückung? Die Frauen und der Islam. SWR, Fernsehdiskussion mit Necla Kelek und Seyran Ateş, 44 min, Erstausstrahlung: 8. März 2005[74]